# Jacques Hirrle
Jacques Hirrle (Bázel, 1894. augusztus 12. – 1932) svájci nemzetközi labdarúgó-játékvezető.

## Pályafutása

### Nemzeti játékvezetés
Labdarúgóként ismerkedett meg a játékszabályokkal, több felkérést követően elkötelezte magát a játékvezetéssel. Sportvezetőinek javaslatára lett országos játékvezető. Az aktív nemzeti játékvezetéstől 1927-ben vonult vissza.

### Nemzetközi játékvezetés
A Svájci labdarúgó-szövetség Játékvezető Bizottsága (JB) terjesztette fel nemzetközi játékvezetőnek, a Nemzetközi Labdarúgó-szövetség (FIFA) 1920-tól tartotta nyilván bírói keretében. Több nemzetek közötti válogatott és klubmérkőzést vezetett, vagy társának segédkezett partbíróként. Az aktív nemzetközi játékvezetéstől 1927-ben búcsúzott.

## Sportvezetőként
Baselben a területi bajnokság Játékvezető Bizottságának elnöke.

## Magyar vonatkozás
| Időpont           | Helyszín                          | Mérkőzés típusa          | Mérkőzés                 | Eredmény | Nézők száma |
| ----------------- | --------------------------------- | ------------------------ | ------------------------ | -------- | ----------- |
| 1920. október 24. | Grunewald Stadion, Berlin         | 75. válogatott mérkőzés  | Németország–Magyarország | 1 : 0    | 55 000      |
| 1925. május 21.   | Hungária körúti Stadion, Budapest | 107. válogatott mérkőzés | Magyarország–Belgium     | 1 : 3    | 25 000      |

## Külső hivatkozások
- Jacques Hirrle. World Referee. (Hozzáférés: 2012. május 1.)[halott link]
- Jacques Hirrle. footballdatabase.eu. (Hozzáférés: 2012. május 1.)
- Jacques Hirrle. eu-football.info. (Hozzáférés: 2012. május 1.)
- Jacques Hirrle. iffhs.de. (Hozzáférés: 2012. május 1.)